# Carl Julius Winter

Carl Julius Winter

Carl Julius Winter junior (* 1855 in Unna; † 2. Juli 1914 in Kamen) war ein deutscher Unternehmer.

## Leben
Winter wurde als Sohn des gleichnamigen Kesselschmieds und späteren Maschinenfabrikanten für Tiefbohreinrichtungen Carl Julius Winter geboren. 1886 übernahm er das 1851 gegründete Tiefbohrunternehmen seines Vaters und verlagerte den Firmensitz nach Kamen "direkt am neuen Kamener Bahnhof gelegen".
Am 13. Februar 1894 gründete er zusammen mit Heinrich Grimberg und August Borsig in Bochum die Bohrgesellschaft „Wintershall“. Das Unternehmen bohrte bei Heringen an der Werra erfolgreich nach Kalisalzen. Damit verlagerte Winter die Bohrtätigkeit von Steinkohle auf andere Mineralien, besonders Kalisalze.
1898 ließ er sich direkt an seinem Werk eine repräsentative Villa im Neorenaissance-Stil erbauen.
Aus der Bohrgesellschaft ging die Bergrechtliche Gewerkschaft „Wintershall“ hervor, die sich zum heutigen Erdöl- und Erdgasproduzenten Wintershall GmbH entwickelte. Im Jahre 1906 gelang Winter erstmals das Gefrieren von Salzwässern in Schächten.
1905 nahte das Ende des Unternehmens. Durch einen Kalkulationsfehler und eine erfolglose Großbohrung erlitt die Firma große Verluste, die dann sogar zur Betriebseinstellung am 1. April 1914 führten. Julius Winter beging, genau sechs Tage vor der Konkurseröffnung, am 2. Juli 1914 in der Bibliothek seiner Villa in Kamen Selbstmord.